# Camillina isla
Espèce
Camillina isla est une espèce d'araignées aranéomorphes de la famille des Gnaphosidae.

## Distribution
Cette espèce est endémique des îles Galápagos,. Elle se rencontre sur Darwin, Wolf et Santa Cruz.

## Description
Les mâles mesurent de 5,47 à 5,83 mm et les femelles de 6,14 à 7,86 mm.

## Publication originale
- Platnick & Shadab, 1982 : A revision of the American spiders of the genus Camillina (Araneae, Gnaphosidae). American Museum novitates, no 2748, p. 1-38 (texte intégral).